# DREAMSCAPE
『DREAMSCAPE』（ドリームスケイプ）は、2024年11月11日にカカオエンターテインメントから発売された韓国のアイドルグループNCT DREAMの4枚目のオリジナルアルバム。

## 概要
- タイトル曲「When I'm With You」と2024年8月に発売された英語シングル「Rains in Heaven」を含めた多彩なジャンルの計11曲が収録されている[3]。
- 本作は2024年3月に発売された『DREAM( )SCAPE』に続く作品[3]。前作では暗い現実から脱出する過程で感じる悩みと痛みを表現しているが、本作「DREAMSCAPE」では理想郷の空間で出会う青春のときめきと自由を描いている[3]。
- アルバム名「DREAMSCAPE」には「長い間待った末に出会った夢のような風景と世界」という意味が込められている[3]。

## プロモーション

### 予告編
- 10月25日、トレーラー映像「Construct a new DREAMSCAPE」を公開した。
理想郷の設計図を描き、空間を飾るためにペイントを塗る場面や、種から花が咲いて花畑ができる場面を通じて、アルバムのメッセージとコンセプトを反映したスタイリッシュなフィルムとなっている[4]。
- 10月27日より、予告イメージ「Constructive」を公開した[5]。
- 10月31日、予告イメージ「REAL CITY」を公開した。

### ミュージックビデオ
- 11月8日、収録曲「Flying Kiss」のミュージックビデオを公開した。
「夢」と「愛」をテーマにしており、それぞれ異なる感情の夢を見ているメンバーたちが一つの夢の中に集まり、ポジティブなエネルギーを作り出すストーリーが描かれている[6]。歌詞に合わせたオブジェの花と夢の中の空間を表現した神秘的で温かい雰囲気の演出が調和し、まるで理想郷に来たような印象を与えている[6]。
- 11月11日、タイトル曲「When I'm With You」のミュージックビデオを公開した。
夢で見た虹を探しに出発する7人のメンバーたちの旅を描いている[7]。列車を媒介に想像と現実を行き来するファンタジー的なストーリーと、感覚的な演出を通じて、童話のような感性を醸し出しており、見る人にまるで夢の中にいるような没入感を与えている[7]。

## 収録曲
1. INTRO：DREAMSCAPE [2:18]
  - 作詞 ：우승연 (153/Joombas)
  - 作曲 ：Pontus `Oneye` Kalm、Jakob Lindell
  - 編曲 ：Pontus `Oneye` Kalm、Jakob Lindell

暗い現実から抜け出し、夢のような風景「DREAMSCAPE」に出会って感じるときめきを盛り込んだハイパーポップジャンルの楽曲[8]。
爽やかなメロディーと、どこか故障したようなバグ要素が、これから繰り広げられる「DREAMSCAPE」の世界への好奇心を演出している[8]。
2. When I'm With You [3:31]
  - 作詞 ：이은화 (153/Joombas)、지원 (153/Joombas)、MARK
  - 作曲 ：Lewis Jankel、Shae Jacobs、MLAY、Dvwn、MARK
  - 編曲 ：Shift K3Y、IMLAY

中毒性の高いサビが印象的なハウスベースのエレクトロポップナンバー[5]。
歌詞では、夢に描いていた世界「DREAMSCAPE」で出会った「君」に夢中になっていく自分の姿と、「君」と一緒にいる時に感じる複合的な感情をロマンチックに表現している[5]。
3. Flying Kiss [3:19]
  - 作詞 ：HAECHAN
  - 作曲 ：Ronny Svendsen、Adrian Thesen、Henrik Heaven、Louise Lindberg
  - 編曲 ：Ronny Svendsen、Pizzapunk

ロックとアフロ要素の調和がスケール感を演出しているポップ曲[8]。
愛の告白を息つぐ間もなく素早く繰り出すリフレインが印象的な楽曲で、ヘチャンが単独作詞した歌詞では「きみと共にするすべての瞬間がまるで花びらが舞うように美しい」というメッセージを伝えている[8]。
4. i hate fruits [3:05]
  - 作詞 ：MARK
  - 作曲 ：Jurek Reunamäki、Rachel West、Anthony Watts、Tido Nguyen
  - 編曲 ：Jurek Reunamäki、Tido Nguyen

覚えやすくキャッチーなリフレインと個性的なボーカルサウンドが新鮮なポップ曲[8]。
マークが単独作詞した歌詞では、相手に惚れ込むことが危険に感じられ、むしろ嫌いになりたいという矛盾した感情を甘い果物にたとえている[8]。
5. No Escape [2:57]
  - 作詞 ：김수지 (라라라스튜디오)
  - 作曲 ：Jurek Reunamäki、Tony Ferrari、Sofia Quinn
  - 編曲 ：Jurek Reunamäki

暗い現実から完全に抜け出したと思ったが、すべての状況が荒唐無稽な嘘であり、悪夢のような現実から抜け出すことは不可能だという自嘲的なメッセージが込められたポップ曲[9]。
6. Best of Me [3:11]
  - 作詞 ：HAECHAN
  - 作曲 ：Matthew Crawford、Aaron Theodore Berton、Taylor Ryan Dolletzki、Jacob Connor Plough
  - 編曲 ：Theo & The Climb

80年代のポップサウンドから影響を受けたダンスポップナンバー[9]。自分を誘惑する偽りの世の中に惑わされないように、あがいたものの結局心を奪われてしまう逆説的な状況を表現している[9]。
7. YOU（숲; 森） [3:32]
  - 作詞 ：조윤경
  - 作曲 ：Coach & Sendo、Henry “ØHENRY” Oyekanmi
  - 編曲 ：Coach & Sendo

アルペジオシンセサウンドのR&Bポップジャンルの楽曲[9]。歌詞には、真の「DREAMSCAPE」を探す旅の中で繰り返された失敗にもかかわらず、「あなた」に対する信頼を失わないで、必ず「あなた」を探し出すという固い誓いが込められている[9]。
8. Heavenly（하늘을 나는 꿈; 空を飛ぶ夢） [2:44]
  - 作詞 ：조윤경
  - 作曲 ：Charlie Martin、Joe Housley、Tom Mann、Mike Needle
  - 編曲 ：Charlie Martin、Joe Housley、Tom Mann、Mike Needle

80年代のサウンドベースのシンセポップナンバー[10]。大変な時間を過ぎてついに真の「DREAMSCAPE」を見つけた「NCT DREAM」が感じる自由と喜びを幼い頃、誰もが一度持ってみた「空を飛ぶ夢」にたとえて表現している[10]。
9. Night Poem（밤; 夜） [2:47]
  - 作詞 ：황현 (MonoTree)
  - 作曲 ：James Abrahart、Jackson Foote、Johnny Simpson、Jeremy Dussolliet
  - 編曲 ：Johnny Simpson、Jackson Foote

叙情的でキャッチーなシンセリフが耳に残るアップテンポR&Bポップジャンルの楽曲[10]。
歌詞では、さらに濃くなる夜のように深くのめり込んでいくお互いの心を一本の青春映画のように描き出している[10]。
10. Off The Wall [2:38]
  - 作詞 ：박유은 (Jam Factory)
  - 作曲 ：Jackson Foote、James Abrahart、Jeremy Dussolliet、Johnny Simpson
  - 編曲 ：Jackson Foote、Johnny Simpson

ディスコ、パンク、ヒップホップが均等に調和したエネルギーあふれるポップナンバー[10]。すべてを忘れて楽しく楽しんでみようというメッセージが込められており、お祭りのような明るく活気ある雰囲気が印象的な楽曲[10]。
11. Rains in Heaven [3:57]
  - 作詞 ：MARK、Adrian Mckinnon、Bryn Christopher
  - 作曲 ：Chris Collins、Kella Armitage、Jurek Reunamäki
  - 編曲 ：Jurek Reunamäki

疲れて辛い状況の人々の痛みに共感し、そばで力になるという約束のメッセージが盛り込まれており、「NCT DREAM」が真の「DREAMSCAPE」の中で見つけた愛の価値について歌っている[10][11]。